# Сапрыкин, Евгений Александрович
Евгений Александрович Сапрыкин (18 апреля 1970, Донецк, Украинская ССР — январь 2015) — советский и российский футболист, нападающий.

## Биография
Воспитанник Академии футбола СКА Ростов-на-Дону. В 1989 году играл за клуб КФК «Артёмовец» Шахты. В 1990 году играл в элистинском «Уралане» — 14 голов в 32 матчах. В 1991—1992 годах в составе «Спартака» Анапа забил 39 голов в 77 играх. 1993 год провёл во владикавказском «Спартаке». В чемпионате России сыграл 29 игр, забил 5 мячей. Сыграл один матч в Кубке УЕФА — в первом матче 1/32 финала против дортмундской «Боруссии» (0:0) вышел на замену на 88-й минуте. В 1994 году играл в чемпионате Украины за «Металлург» Запорожье, в 1995—1996 — вновь за «Уралан» и «Спартак» Анапа. Выступал за клубы «Заря» Луганск (1996, Украина), «Вентспилс» (1997, Латвия), «Конструкторул» Кишинёв (1997/98, Молдавия). Последний профессиональный клуб — «Сибиряк» Братск (2001).
В сезонах 1998/99 — 1999/2000 и 2002/03 играл за мини-футбольный клуб «Алустон-98» Алушта. Играл за крымские любительские клубы «Штурм» Ялта (2005/06, 2006/07, 2007/08 — 2009/10), «Мясокомбинат Столичный» Симферополь (2006), «Арсенал» Джанкой (2007).
Двукратный чемпион Ялты.
Скончался в январе 2015 года в возрасте 44 лет.